# Synagoge (Coevorden)

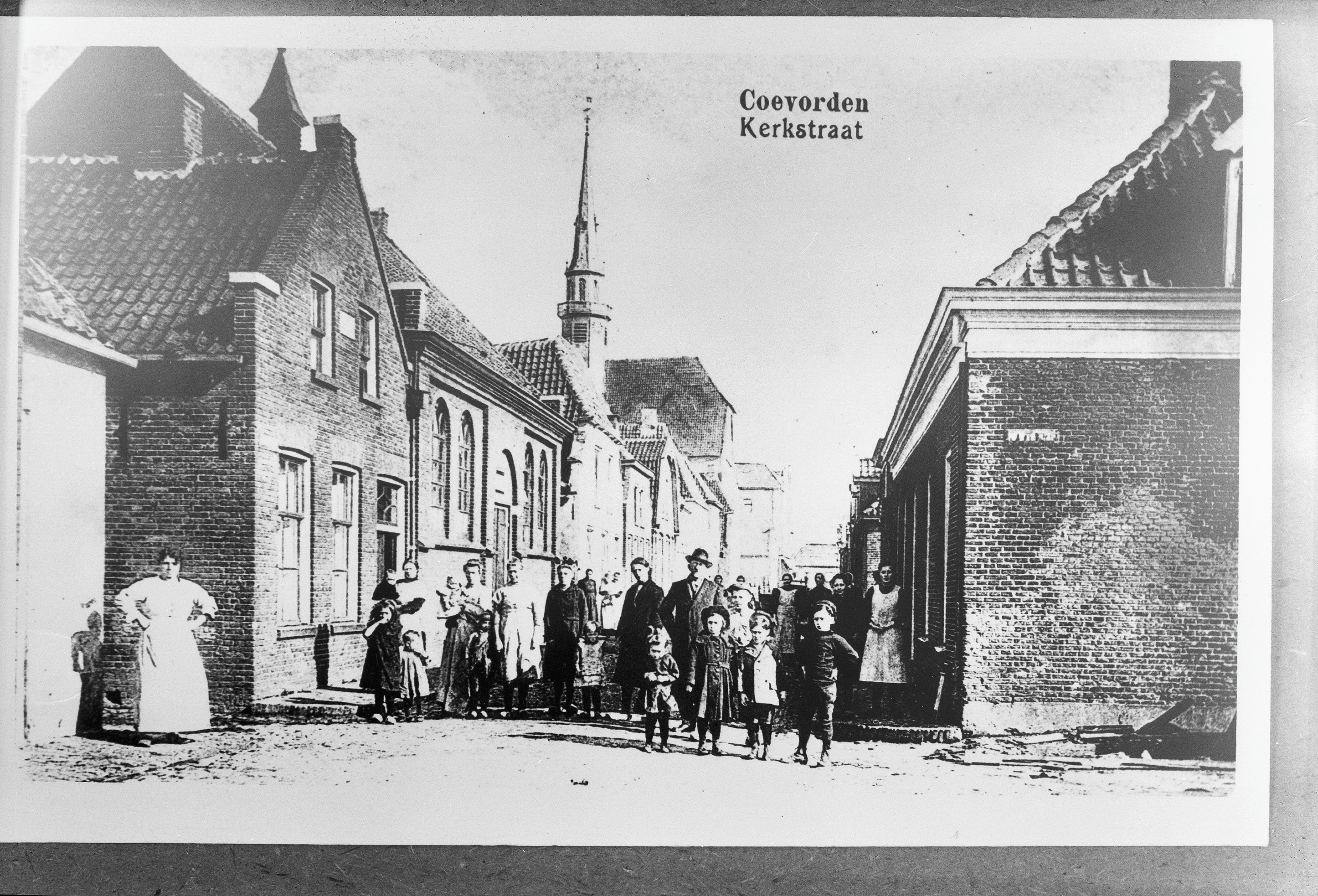
Postkarte mit der Synagoge in Coevorden (1920)

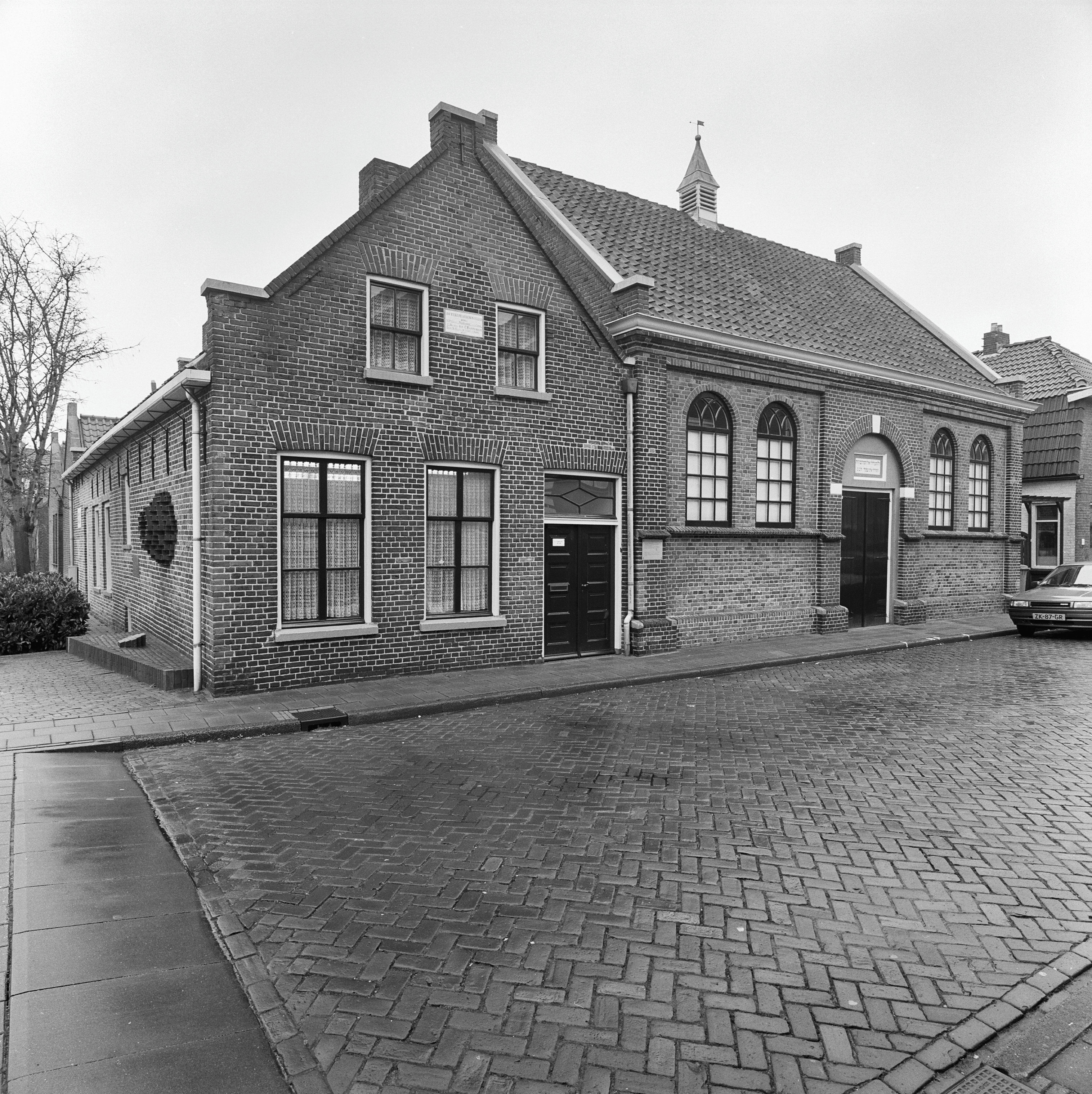
Ehemalige Synagoge in Coevorden (2000)

Die Synagoge in Coevorden, einer niederländischen Stadt in der Provinz Drenthe, wurde 1840 errichtet und 1879 renoviert. Die profanierte Synagoge an der Kerkstraat 36/38 ist als Rijksmonument ein geschütztes Kulturdenkmal.

## Geschichte
Im Jahr 1647 wurde erstmals einem Juden erlaubt sich in Coevorden niederzulassen. Um 1760 lebten bereits ein Dutzend jüdische Familien in der Stadt. 1869 hatte die Jüdische Gemeinde Coevorden mit 398 Mitgliedern ihren Höchststand erreicht.
Die jüdischen Bürger von Coevorden wurden während des Zweiten Weltkriegs von den deutschen Besatzern verfolgt und viele wurden in den Konzentrationslagern ermordet.
Da nach 1945 keine eigenständige jüdische Gemeinde in Coevorden entstand, wurde das Synagogengebäude an die Niederländisch-reformierte Kirche verkauft, die es einige Jahre als Gotteshaus nutzte.
Seit 1976 befindet sich im Gebäude die Musikschule der Stadt Coevorden.